# Systemische Aufnahme
Bei der systemischen Aufnahme werden Arzneistoffe entweder oral (enteral) oder als Injektion oder Infusion (parenteral) auch per Implantat verabreicht.

## Resorption
Die Aufnahme, Verteilung, Biotransformation und Ausscheidung von Arzneistoffen beinhalten immer eine Passage über Zellmembranen. Dabei kommen unterschiedliche Mechanismen zum Tragen, zwischen passiver Diffusion aufgrund eines Konzentrationsgradienten und aktivem Transport mittels spezieller selektiver, energieabhängiger, konzentrationsabhängiger, kompetitiv inhibierbarer Proteine. Die Geschwindigkeit der Aufnahme hängt dabei von verschiedenen Faktoren ab z. B.:
- Größe, Stabilität und Löslichkeit des Wirkstoffs
- Lipophilie des Wirkstoffs
- Ort der Applikation

Bei oral gegebenen Arzneimitteln spielen folgende Faktoren eine Rolle:
- Passage der Substanz durch die Darmwand (Resorbierbarkeit)
- Peristaltik von Magen und Darm (ggf. durch das Arzneimittel beeinflussbar)
- vorhandene Nahrung in Magen und Darm
- bereits vorhandene Arzneimittel
- Gesundheitszustand des Patienten (insb. Erkrankungen des Magen-Darm-Traktes)

Lipophile Wirkstoffe können Zellmembranen in der Regel leichter passieren. Arzneimittel, die sowohl lipophil als auch hydrophil (amphiphil) sind, ermöglichen eine besonders gleichmäßige Verteilung.
Orale Applikation unterscheidet sich von einer Infusion, indem im Magen-Darm-Trakt resorbierte Wirkstoffe über dessen venöses Blutgefäßsystem zunächst in die Leber gelangen, wo ein intensiver Stoffaustausch und chemische Veränderungen stattfinden können (First-Pass-Effekt). Der anschließende Transport durch das Lungengewebe verstärkt diese Effekte, die als „präsystemische Elimination“ bezeichnet werden. Dieser Vorgang beeinflusst die Pharmakokinetik und damit die Wirkung des Arzneimittels (vgl. Metabolismus und Bioverfügbarkeit). Der Effekt entfällt teilweise bei rektaler, bukkaler und sublingualer Applikation, da alternative venöse Systeme beteiligt sind. Anschließend werden die Wirkstoffe mit dem Blut im Organismus verteilt.
Die parenterale Zufuhr vermeidet die Nachteile der allerdings bequemeren peroralen Einnahme eines Medikaments. Die schnellste Verteilung eines Wirkstoffs erreicht man mit der intravasalen Injektion. Auf Grund der guten Durchblutung der Muskulatur und der großen Oberfläche des Peritoneums werden Substanzen nach intramuskulärer und intraperitonealer Injektion sehr schnell, nach subkutaner Einspritzung erheblich langsamer resorbiert.

## Abgrenzung
Die strenge Trennung zwischen systemischer und lokaler (topischer) Arzneimitteltherapie lässt sich in der Praxis nicht immer aufrechterhalten, da auch bei einer Lokaltherapie Wirkstoffe bspw. über die Haut resorbiert werden und in die Blut- und Lymphbahnen gelangen können. Dies muss insbesondere bei großflächigen Wunden beachtet werden.

## Nebenwirkungen
Die systemische Aufnahme von Arzneistoffen kann ein Grund für Nebenwirkungen sein. So ist z. B. von der Acetylsalicylsäure (Aspirin) bekannt, dass sie über den Blutkreislauf zwar schmerzlindernd wirkt (erwünschte Wirkung), aber auch unerwünschte Effekte auf die Nieren und die Magenschleimhaut ausübt. Nach längerer Einnahme von Aspirin können daher Nieren- und Magenblutungen auftreten.